# Friedrich Wilhelm Seraphin
Friedrich Wilhelm Seraphin, Szinnyeinél Seraphin Frigyes Vilmos (Nagyszeben, 1861. május 5. – Brassó, 1909. január 1.) erdélyi szász tanár, író, történész.

## Élete
Édesanyját korán elvesztette; nagybátyja nevelte fel, aki evangélikus lelkész volt Kissinken. Középiskolai tanulmányait 1879-ben fejezte be Nagyszebenben, ezután teológiát, klasszika-filológiát, és filozófiát hallgatott Bernben, Tübingenben, és Berlinben. Közben utazott; nagyrészt gyalogosan járta Svájcot, Olaszországot, Dél-Németországot, a Rajna vidékét, Hollandiát, Belgiumot, Franciaországot. 1882-ben hazatért és a nagyszebeni elemi iskola tanítója lett. 1884-től a besztercei, majd a brassói evangélikus gimnázium tanára volt.
1887-ben feleségül vette Charlotte Müllert, gyermekeik Herta Charlotte (1889), Wilhelm Georg (1891), Gertrud Paula (1904). 1894-ben apósa támogatásával megvásárolta a szövetkészítők egykori céhházát (a jelenlegi Vár utca 126. szám) és nagymértékben átalakította, könyvtárat és dolgozószobát hozva létre benne. 47 éves korában hunyt el influenzában.

## Munkássága
Seraphin első fontos munkája az 1886-ban kiadott brassói céhokmányok rendszerezett listája. 1895-től a Brassó történelmét feltáró és elemző csoport tagja lett, Friedrich Stenner, Oskar Netoliczka, Franz Herfurth, Julius Groß, Carl Nussbächer mellett. A Quellen zur Geschichte der Stadt Kronstadt (Források Brassó városának történetéről) 2.–6. köteteinek egyik fő közreműködője. Számos történelmi tárgyú cikke jelent meg korabeli tudományos folyóiratokban, munkái ma is megbízható forrásnak számítanak.
Tudományos munkássága mellett Seraphin szépirodalmat is írt: egy történelmi regényt a szászok 12. századi betelepítéséről (Die Einwanderer), és több verset. Ez utóbbiak közül legismertebb a Sachsenlied (Ich bin ein Sachs, ich sag's mit Stolz), melyet Rudolf Lassel zenésített meg, és a magyarosítás ellen tiltakozó szászok hazafias éneke volt.
Tagja volt a brassói városi tanácsnak, az evangélikus presbitériumnak, és a férfikórusnak is.

## Művei
- Verzeichnis der Kronstädter Zunfturkunden. Brassó, 1886
- Quellen zur Geschichte der Stadt Kronstadt (több cikk a III. kötetben). Brassó, 1895
- Kronstadt zur Zeit des Honterus. Brassó, 1898
- Die Einwanderer. Nagyszeben, 1903
- Führer durch die evang. Stadtpfarrkirche A. B. in Kronstadt. Brassó, 1903
- Die Bedeutung der Antike für die Gegenwart. Brassó, 1909

## Magyarul
- Seraphin Vilmos: Euripides trimeter alkotása; Stief Ny., Kolozsvár, 1914 (Értekezések a Kolozsvári M. Kir. Ferenc-József Tudomány Egyetem Classica-Philológiai Semináriumából)